# Enel OGK-5
PJSC Enel Russia (nom complet : Public Joint Stock Company Enel Russia - précédemment : OGK-5 et Enel OGK-5) est une société russe de production d'électricité, créée à la suite de la réorganisation de RAO UES, l'ancienne société qui détenait le monopole de l'électricité en Russie détenant plus de 70 entreprises énergétiques, mais incapables de satisfaire les besoins du pays. 
La société PJSC Enel Russia est enregistrée à Ekaterinbourg et son siège social est à Moscou. Le groupe italien Enel S.p.A. a détenu, jusqu'au 22 novembre 2022, une participation majoritaire de 56,43% dans la société. À la suite de l'attaque de la Russie contre l'Ukraine, et conformément aux décisions gouvernementales italiennes, Enel S.p.A. a revendu sa participation au groupement russe composé de LUKOIL et du fonds Gazprombank-Fresia,.

## Histoire
La société a été fondée sous le nom d'OGK-5 le 27 octobre 2004. En octobre 2006, la société a lancé son introduction en bourse, offrant 5,1 milliards d'actions pour un montant global de 459 millions US dollars. En juin 2007, Enel S.p.A. a acheté 29,99 % des actions de la société, précédemment détenues par RAO UES. En octobre 2007, Enel S.p.A. a porté sa participation à 37,15 % puis à 56,43 %. Le 7 juillet 2009, la société a été renommée Enel OGK-5 et a été enregistrée sous le nom d'Enel Russia le 8 août 2014.
Le 25 juin 2015, son nom est passé de Société par actions ouverte Enel Russia à Société par actions publique Enel Russia. Le nouveau nom abrégé de la société était PJSC Enel Russia.
En 2019, Enel Russia vend sa centrale au charbon Reftinskaya GRES (en) de 3 800 MW, sa plus grande centrale au charbon, à la société Kuzbassenergo (en). Le transfert est effectif le 1er juillet 2020,.
En 2020, Enel S.p.A. a signé un accord pour développer les énergies renouvelables dans la République du Tatarstan en collaboration avec le Ministère russe de l'Industrie et du Commerce.

### Activités
Lors de son retrait de Russie, PJSC Enel Russia disposait de :
- 3 centrales à gaz d'une capacité de 5,6 GW (Konakovo, Nevinnomysskaya (en) et Sredneuralskaya (en)),
- le parc éolien d'Azov (ru) d'une puissance installée de 90 MW,
- le parc éolien de Kola (ru), en construction, d'une puissance installée de 201 MW.

La puissance électrique globale de PJSC Enel Russia était de 5 740 MW pour la production d'électricité et de 2 032 Gcal/h de chaleur. Enel Russia exploite Konakovskaya GRES, Nevinnomysskaya GRES (en) et Sredneuralskaya GRES (en) en plus de ses projets de parcs éoliens.
Le chiffre d'affaires d'Enel Russia au premier trimestre 2022, selon les normes IFRS, a augmenté de 19,2% sur un an, à 14,65 milliards de roubles, le bénéfice net de 21,5%, à 1,91 milliard de roubles et son EBITDA de 33 % à 3,26 milliards de roubles.